# Belgische cinema
De Belgische cinema staat te boek als een kleine industrie. Belgische films genieten zelden grote populariteit of financieel succes buiten de landsgrenzen, met uitzondering van het festivalcircuit. Dikwijls wordt er gesproken in termen van de Vlaamse film en de Waalse film, naargelang de voertaal in de film (Nederlands of Frans), ook al worden er ook films gedraaid waarin beide talen worden gesproken. De filmbeleving in België wordt bepaald door de traditionele kanalen: bioscoop, televisie, video en dvd.

## Geschiedenis

### Beginjaren
Hoewel de uitvinding van de cinematograaf door de Franse gebroeders Lumière gezien wordt als de geboorte van de cinema, ging hieraan nog een aantal ontwikkelingen vooraf. Een van de pioniers was Joseph Plateau, een Belgische professor in de experimentele natuurkunde. Aan de Universiteit van Gent ontwikkelde hij al in 1836 een stroboscopisch apparaat, fenakistiscoop genoemd. Het bestond uit twee schijven: een met kleine radiale vensters op gelijke afstand, waardoor de toeschouwer kon kijken, en een ander met een reeks afbeeldingen. Als de twee schijven op de juist snelheid ronddraaiden ontstond een bewegend beeld door de synchronisatie van de vensters en de beelden. Uiteindelijk leidde de projectie van dergelijke beelden tot de ontwikkeling van de cinema. Een andere uitvinder op het gebied van projectietechnieken was Étienne-Gaspard Robert, die bekend werd met zijn voorstellingen van de fantasmagorie, een soort toverlantaarn.

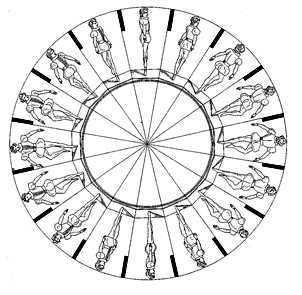
Fenakistiscoop van Joseph Plateau

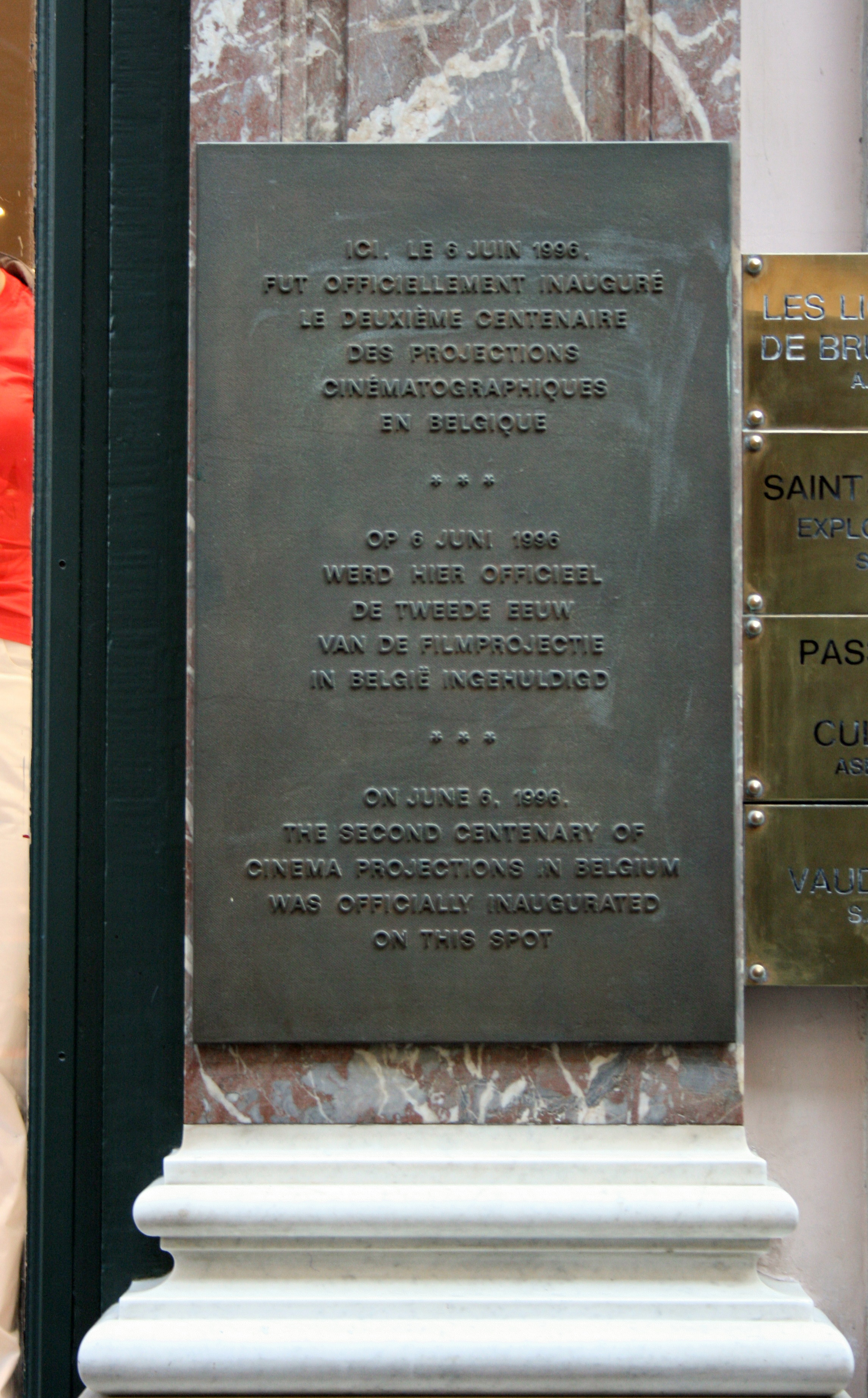
Gedenkplaat in de Koningsgalerij in Brussel

De eerste publieke filmprojectie in België vond plaats op 1 maart 1896 in de Koningsgalerij in Brussel. In de jaren daarna was er een grote bedrijvigheid, eerst onder invloed van de Franse industrieel Charles Pathé. Een van zijn assistenten, Alfred Machin, stichtte de eerste productiestudio in 1910; sommige van zijn films worden nog steeds bewaard in het Koninklijk Belgisch Filmarchief in Brussel. De eerste Belgische filmproducer was Hyppolyte De Kempeneer, die verschillende films produceerde totdat zijn studio in 1923 afbrandde.
In België ontstonden al snel plannen om, naar het voorbeeld van landen als Zweden, stomme fictiefilms te gaan draaien. Grootse producties als het verfilmen van Hendrik Consciences roman De leeuw van Vlaanderen kwamen er echter nooit door een gebrek aan geld. Het uitbreken van de Eerste Wereldoorlog stak hier voorgoed een stokje voor.
De benadering die sommigen volgen is ook die van markies Robert de Wavrin (1888-1971), die onvermoeibaar het Zuid-Amerikaanse continent verkende en enkele jaren tussen de Indianen leefde. Hij brengt een reeks getuigenissen terug over culturen die inmiddels verdwenen zijn. De bekendste van zijn langspeelfilms zijn Au Centre de l’Amérique du Sud inconnue (1924) en Au Pays du Scalp (1931).
Na de Eerste Wereldoorlog groeide de Amerikaanse cinema uit tot de succesvolste ter wereld. Europese films konden meestal niet tippen aan het succes van de miljoenenproducties uit Hollywood. Belgische regisseurs als Jacques Feyder weken uit naar Frankrijk en de Verenigde Staten om daar carrière te maken.
In 1920 zag De Storm in het Leven (ook wel De Storm des Levens genoemd) het levenslicht, de eerste Belgische langspeelfilm en meteen ook de eerste Vlaamse filmproductie. Dit melodrama, gesitueerd in de Antwerpse havenbuurt, werd echter een commerciële flop en betekende en zware opdoffer voor de filmonderneming Scaldis-Film.

### 1930-1990
In de jaren dertig ontstonden de eerste pogingen tot ernstige cinema. Verschillende figuren zoals Charles Dekeukeleire en Henri Storck experimenteerden met nieuwe filmtechnieken en stichtten de Belgische Documentaire School, die lang beschouwd werd als een hoogtepunt van de Belgische cinema. De Belgische filmindustrie leverde in die dagen dan ook hoofdzakelijk documentaires af, zoals Misère au Borinage van Storck en Joris Ivens, die als een mijlpaal beschouwd werd.
Door de komst van de geluidsfilm experimenteerden regisseurs zoals Jan Vanderheyden met de mogelijkheden van het medium, en ze bewerkten literaire werken zoals De Witte van Ernest Claes voor het witte doek. De Witte (1934) werd een scharnierpunt in de Belgische film. De film was enorm populair en werd tot eind jaren zeventig nog regelmatig vertoond in kleine bioscopen en culturele centra. Jaren later vormde deze film de basis voor een televisieserie (Wij, Heren van Zichem) en een remake in 1980.
Vanaf de jaren dertig werden zogenaamde 'volkskluchten' zeer populair. Deze films bevatten herkenbare humor en werden gedraaid in het dialect van de streek waar ze zich afspeelden. De volkskluchten boden goedkoop vermaak voor het gewone volk, maar werden door de elite beschouwd als minderwaardig vertier.
Tijdens de Tweede Wereldoorlog verbood de Duitse bezetter het invoeren van films uit andere landen. De Belgische zalen werden overspoeld met Duitse films, die echter vaak propaganda voor het Naziregime waren. De Duitse regisseur Boleslaw Barlog waagde zich in 1942 aan een verfilming van het boek De vlaschaard van Stijn Streuvels, met medewerking van de auteur. De controversiële prent, Wenn die Sonne wieder scheint, werd echter lauw ontvangen en na de oorlog was hij jarenlang niet meer te verkrijgen.
Na de bevrijding werden de volkskluchten weer even populair, zoals de films van Edith Kiel, waarin onder meer Gaston Berghmans en de broers Jef en Çois Cassiers speelden.
Tevens ontstond de traditie van het boerendrama: theatraal in scène gezette tragedies over moeilijke jaren in een (meestal Vlaams) landbouwersgezin. Van de jaren veertig tot de jaren tachtig bleef het een van de meest geliefde genres in de Vlaamse filmwereld. Baas Gansendonck, Pallieter, De Witte van Sichem, Het gezin van Paemel, De Vlaschaard en Boerenpsalm waren alle verfilmingen van klassieke Vlaamse plattelandsromans. Ook de Waalse cineast Jacques Boigelot waagde zich in 1970 aan een boerendrama, Paix sur les champs, dat genomineerd werd voor de Oscar voor beste niet-Engelstalige film.
Toch waren er ook films die zich niet concentreerden op de crisisjaren op het Vlaamse platteland. Zo was er in 1955 Meeuwen sterven in de haven, een thriller die qua stijl geïnspireerd was op de Amerikaanse films noirs. Vanaf 1964 konden films gesubsidieerd worden door de overheid, waardoor een nieuwe generatie filmmakers kon opstaan, bijvoorbeeld André Delvaux (De man die zijn haar kort liet knippen) en Harry Kümel (Malpertuis, De komst van Joachim Stiller). Zij braken met de traditie van de documentaire en de boerenfilm en gingen eigentijdse films maken, vaak met een magisch-realistisch karakter. In de jaren tachtig zette deze breuk zich voort. Hierdoor ontstond een minder theatrale en meer persoonlijke en realistische manier van filmmaken, met modernere filmtechnieken, geleid door regisseurs als Marc Didden (Brussels by Night), Robbe De Hert (Blueberry Hill) en Dominique Deruddere, die zich liet opmerken met twee verfilmingen van Amerikaanse auteurs (Crazy Love, naar Charles Bukowski en Wait Until Spring, Bandini, naar John Fante). Ook kwam Rob Van Eyck in beeld met de gewelddadige en seksuele cultfilm The Afterman (1985), die door het alsmaar toenemende succes van videotheken uitgroeide tot de meest verkochte Vlaamse film in het buitenland. In 1985 verscheen de ambitieuze film De Leeuw van Vlaanderen, geschreven en geregisseerd door Hugo Claus. De film flopte echter spectaculair.
Eveneens populair in de jaren tachtig waren komedies met bekende komieken in de hoofdrol. Gaston en Leo lokten duizenden mensen naar de cinema met Zware jongens en Paniekzaaiers, maar het was Urbanus die records brak met Hector en Koko Flanel.
In de wereld van de experimentele film oogstte Chantal Akerman internationale roem, vooral met haar film Jeanne Dielman, 23, quai du Commerce, 1080 Bruxelles.
Een buitenbeentje was Gérard Corbiau, die vooral door opera en klassieke muziek beïnvloed was. Zijn film Le Maître de musique werd genomineerd voor een Oscar.

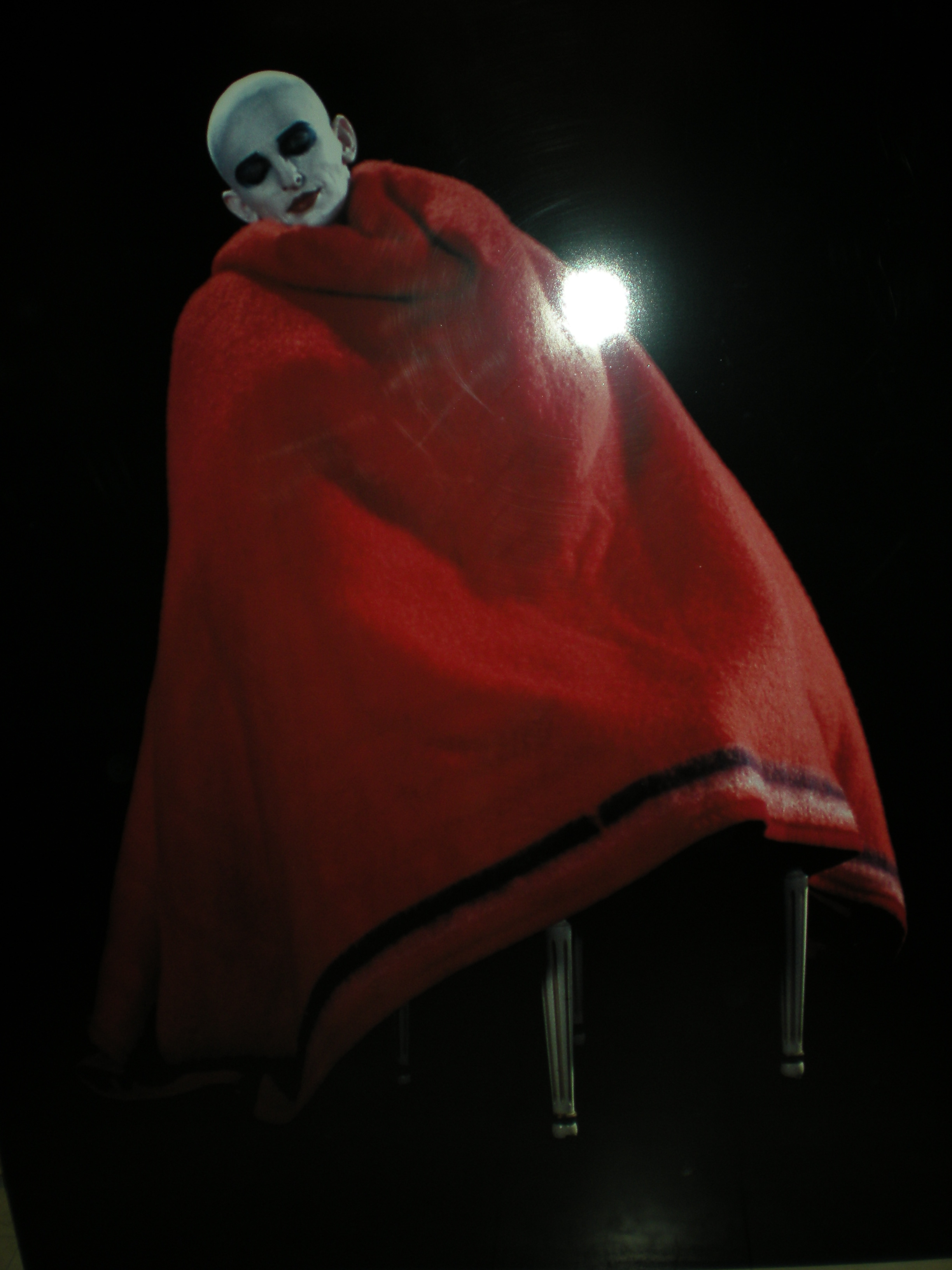
Screenshot uit Harpya

Hoewel pogingen om langspeelfilms te maken dikwijls met (financiële) moeilijkheden kampten, kreeg de Belgische animatiefilm wel enige befaamdheid in het buitenland door filmmakers zoals Raoul Servais, die in de jaren zestig verschillende prijzen won, en ten slotte zelfs een Gouden Palm voor beste korte film in 1979 voor Harpya. Eddie Lateste bewerkte in 1969 Hergés stripverhaal Kuifje en de Zonnetempel tot een tekenfilm voor studio Belvision. Een Griekse tragedie van Nicole Van Goethem kreeg op zijn beurt een Oscar voor beste korte animatiefilm in 1987.

### 1990 tot heden
De Belgische film kreeg pas echt vaart in de jaren negentig. Een nieuwe lichting regisseurs in beide landsdelen zorgde voor eigentijdse films die in binnen- en buitenland onderscheiden werden met prijzen, zowel op het gebied van regie, techniek als acteerprestaties. Jaco Van Dormael won in 1991 de Caméra d'or op het filmfestival van Cannes voor zijn magisch-realistische tragikomedie Toto le héros. Vijf jaar later zou hij er opnieuw staan met Le Huitième Jour, die eveneens een groot succes werd. Het trio Rémy Belvaux, André Bonzel en Benoît Poelvoorde verraste de wereld in 1992 met de rauwe en gewelddadige zwarte komedie C'est arrivé près de chez vous, die nu als cultklassieker te boek staat. Poelvoorde zou nadien uitgroeien tot de succesvolste Franstalige Belgische acteur, met films als Podium, Le Vélo de Ghislain Lambert en Rien à déclarer. Stijn Coninx' film Daens behaalde een Oscarnominatie, Ma vie en rose van Alain Berliner won een Golden Globe voor beste buitenlandse film en de broers Jean-Pierre en Luc Dardenne werden na La Promesse uit 1996 een vaste waarde in Cannes, wat zou leiden tot twee Gouden Palmen (Rosetta en L'Enfant) en een Grand Prix (Le Gamin au vélo).

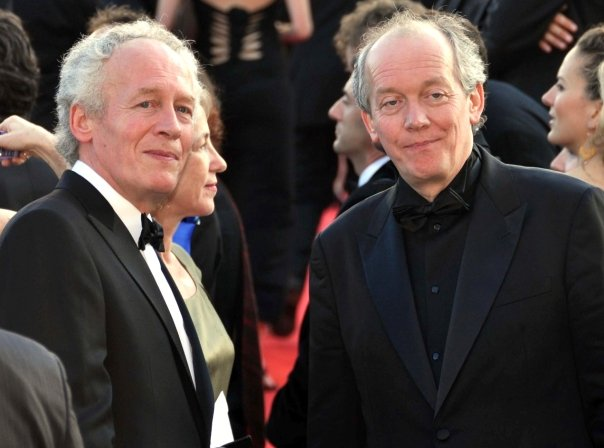
De broers Dardenne op het festival van Cannes

Ook de films Farinelli (Gérard Corbiau) en Iedereen beroemd! (Dominique Deruddere) werden genomineerd voor een Oscar.
Sinds 1992 kunnen bedrijven en zelfstandigen bijspringen in de productie van een film door het zogenaamde tax shelter-systeem van de federale overheid, dat in 2004 hervormd werd.
In 2003 oogstte de thriller De Zaak Alzheimer van Erik Van Looy veel succes. In eigen land trok de film zo'n 750.000 bioscoopbezoekers. De film won meerdere prijzen en een Amerikaanse remake verschijnt in 2022. De Zaak Alzheimer zette de deur open voor Vlaamse succesfilms als Ben X, De Hel van Tanger, Loft (een absolute recordhouder met 1.186.071 bezoekers), De helaasheid der dingen en Rundskop. Zowel Rundskop als The Broken Circle Breakdown behaalden in respectievelijk 2012 en 2014 een Oscarnominatie.

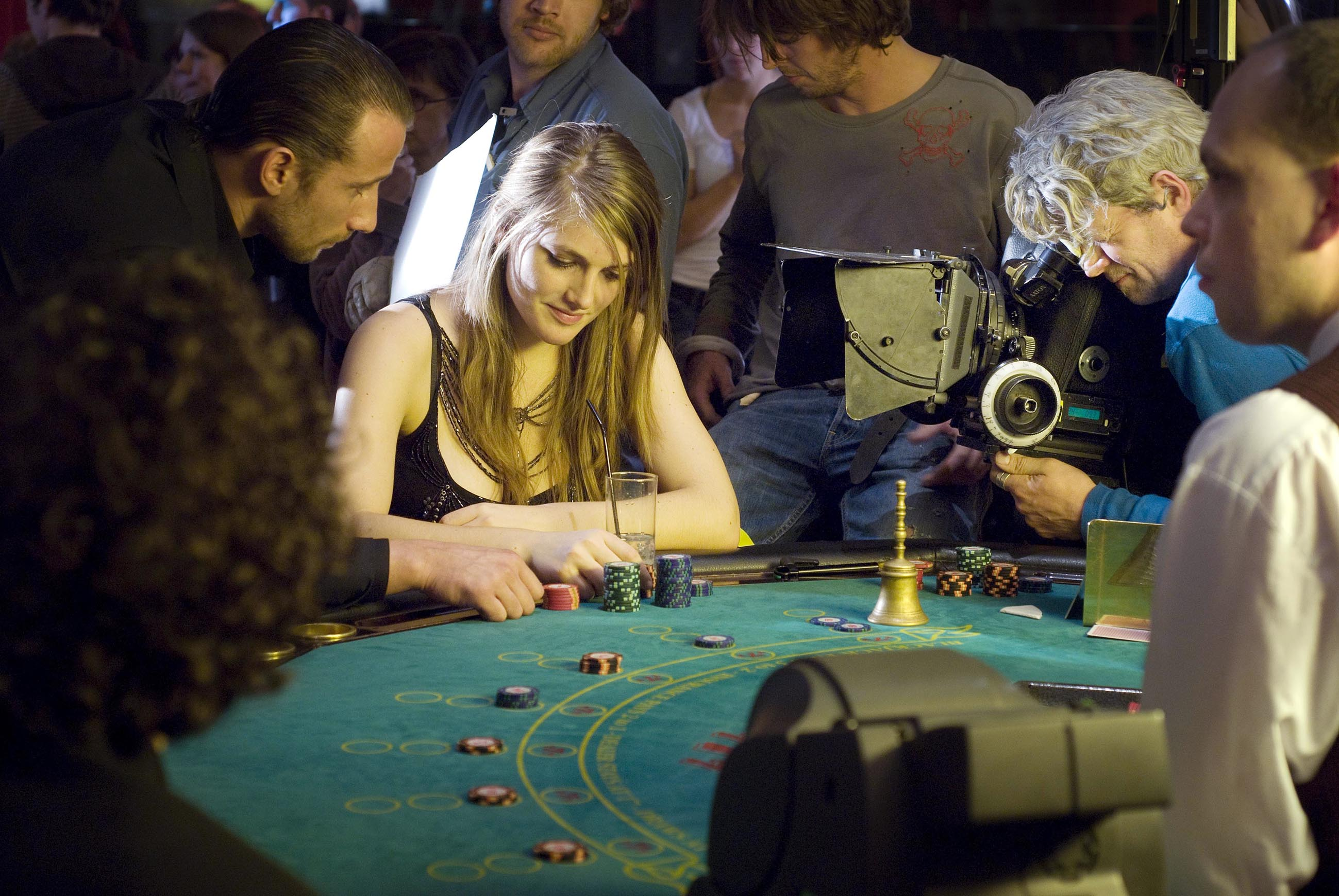
Op de set van Loft

Slechts weinig Belgische film vinden echter hun weg naar het publiek in het buitenland. Wereldwijd worden geregeld Belgische films vertoond op festivals, maar tot een gewone bioscooprelease komt het zelden. Voor vele is het veroveren van het andere taalgebied binnen de landsgrenzen al moeilijk. Grote budgetten zijn eveneens niet besteed aan de Belgische film: enkele zeer ambitieuze en dure projecten als Molokai: The Story of Father Damien, Windkracht 10: Koksijde Rescue en Sœur Sourire flopten jammerlijk.

## Filmbeleving in België
De meeste Belgische films passeren eerst langs de bioscoop. Grote producties worden vertoond in de grote mulitplexen (Kinepolis en UGC), terwijl kleinere films het vaak moeten stellen met een release in zalen die gericht zijn op de minder commerciële films (auteursfilms). Een voorbeeld daarvan is Cartoon's in Antwerpen. Hernemingen van oudere films vinden zelden nog plaats in de grotere bioscopen, maar wel nog in de Cinematek te Brussel, het uitstalraam van het Koninklijk Belgisch Filmarchief.
De laatste jaren bekijken meer en meer mensen films op televisie (op de reguliere kanalen of via video-on-demandsystemen) of dvd of via streaming. Videotheken kennen alsmaar minder succes. Een groeiende groep downloadt zijn films echter illegaal van het internet door middel van peer-to-peernetwerken.

### Festivals
België heeft verschillende filmfestivals, waarvan het Film Fest Gent de belangrijkste is. Ook het Internationaal Festival voor de Fantastische Film te Brussel, het Festival International du Film Francophone te Namen en het Filmfestival van Oostende zijn gevestigde namen.
In 1949, 1958, 1963, 1967 en 1974 organiseerde Jacques Ledoux een festival voor experimentele films in Knokke, EXPRMNTL genaamd. Onder andere Martin Scorsese en Roman Polański vielen daar in de prijzen.

## Bekende personen

### Acteurs en actrices
- Veerle Baetens
- Antje De Boeck
- Koen De Bouw
- Aza Declercq
- Nand Buyl
- Maaike Cafmeyer
- Jef Cassiers
- Andrea Croonenberghs

- Veerle Dobbelaere
- Cécile de France
- Josse De Pauw
- Jan Decleir
- Marieke Dilles
- Els Dottermans
- Dora van der Groen
- Magda Janssens

- Lien Van de Kelder
- Chris Lomme
- Yolande Moreau
- Ann Petersen
- Benoît Poelvoorde
- Senne Rouffaer
- Julien Schoenaerts
- Matthias Schoenaerts